# Brandenburgische Historische Kommission
Die Brandenburgische Historische Kommission (BrHiKo) ist die Historische Kommission des Landes Brandenburg. Sie wurde am 20. November 1996 gegründet und ist als eingetragener Verein organisiert. Die Kommission hat ihren Sitz am Historischen Institut der Universität Potsdam an der dortigen Professur für Neuere Geschichte.
Vorsitzender der Kommission ist Klaus Neitmann, der 1993–2020 Direktor des Brandenburgischen Landeshauptarchivs war, Geschäftsführer ist Vinzenz Czech, der wissenschaftlicher Mitarbeiter am Historischen Institut der Universität Potsdam ist.
Aufgabe der Kommission ist die „Erforschung und Darstellung der brandenburgischen Landesgeschichte“ und die „Förderung der landesgeschichtlichen Arbeit zwischen Elbe und Oder“.
Mit der Gründung der BrHiKo erhielt das Land Brandenburg als letztes der 16 Bundesländer Deutschlands eine historische Kommission. Diese publiziert ihre Ergebnisse in verschiedenen Schriftenreihen.

## Mitglieder
Mitglieder sind:
- Ernst Badstübner
- Peter Bahl
- Friedrich Beck (Ehrenmitglied)
- Thomas Beddies
- Günter Bayerl
- Clemens Bergstedt
- Iris Berndt
- Willi A. Boelcke
- Thomas Brechenmacher
- Marcus Cante
- Vincenz Czech
- Uwe Czubatynski
- Eike Gringmuth-Dallmer
- Irene Diekmann
- Thomas Drachenberg
- Felix Escher
- Christian Gahlbeck
- Udo Geiseler
- Manfred Görtemaker
- Frank Göse
- Sibylle Badstübner-Gröger
- Heinz-Dieter Heimann
- Wolfgang Hempel
- Eckart Henning
- Detlef Hummel
- Kristina Hübener
- Wilfried G. Hübscher
- Heinrich Kaak
- Detlef Karg
- Thomas Kersting
- Ulrich Knefelkamp
- Peter Knüvener
- Detlef Kotsch
- Bernhard R. Kroener
- Ingo Materna
- Brigitte Meier
- Falko Neininger
- Klaus Neitmann
- Lutz Partenheimer
- Christa Plate
- Ralf Pröve
- Wolfgang Radtke
- Gertraud-Eva Schrage
- Winfried Schich
- Julius H. Schoeps
- Michael Scholz
- Franz Schopper
- Hans-J. Schreckenbach
- Rolf Straubel
- Gert Streidt
- Dirk Schumann
- Hartwig Walberg
- Kurt Winkler

Verstorbene Mitglieder:
- Lorenz Beck (1969–2013)
- Lieselott Enders (1927–2009) (Ehrenmitglied)
- Gerd Heinrich (1931–2012)
- Jan Peters (1932–2011)
- Dieter Pötschke (1946–2022)
- Peter-Johannes Schuler (1940–2013)
- Werner Vogel (1930–2016)